# Christian Ludvig Stemann (stiftamtmand)
 Der er flere personer med dette navn, se Christian Ludvig Stemann.
Christian Ludvig Stemann (24. juli 1791 i København – 23. juni 1857 på Store Restrup) var en dansk embedsmand, søn af gehejmestatsminister Poul Christian Stemann og far til Johan Andreas Stemann.
Stemann blev 1808 privat dimitteret til universitetet, 1812 juridisk kandidat, samme år auskultant i Rentekammeret, 1818 konstitueret som og 1820 udnævnt til amtmand over Randers Amt, hvorfra han 1827 forflyttedes til den tilsvarende stilling i Sorø Amt. 1847 beskikkedes han til stiftamtmand over Aalborg Stift og amtmand i Aalborg Amt, men allerede 1856 søgte og fik han på grund af svagelighed sin afsked og døde 1857 på sin ejendom Store Restrup. 1812 var han bleven kammerjunker, 1828 kammerherre og 1842 kommandør af Dannebrog.